# Fiat 1100
Fiat 1100 — сімейство легкових автомобілів, що виготовлялись у 1973—1969 рр. Включало в себе три покоління автомобілів, причому перше суттєво відрізнялось.

## Перше покоління (1937—1953рр.)

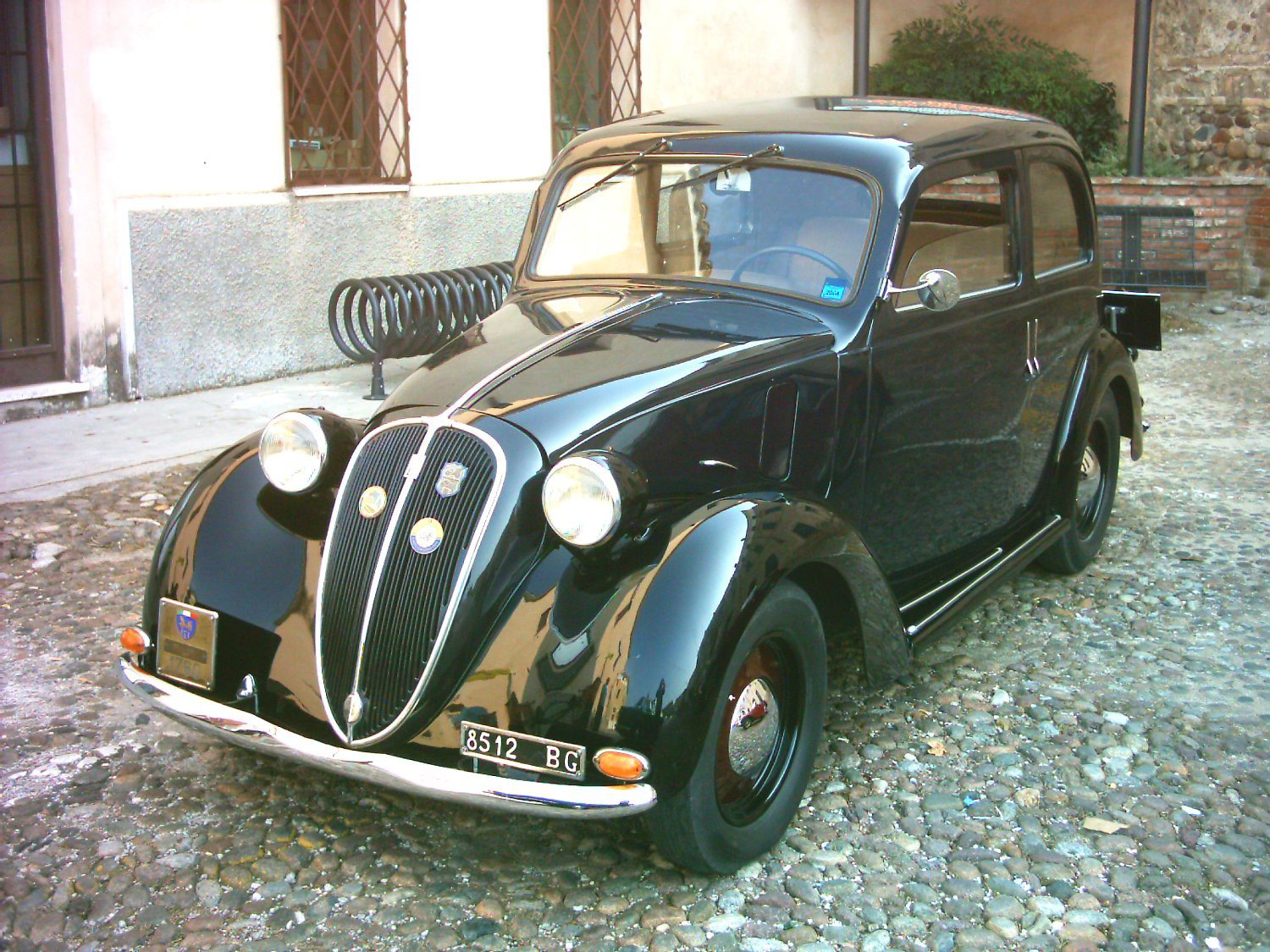
Fiat 508 C

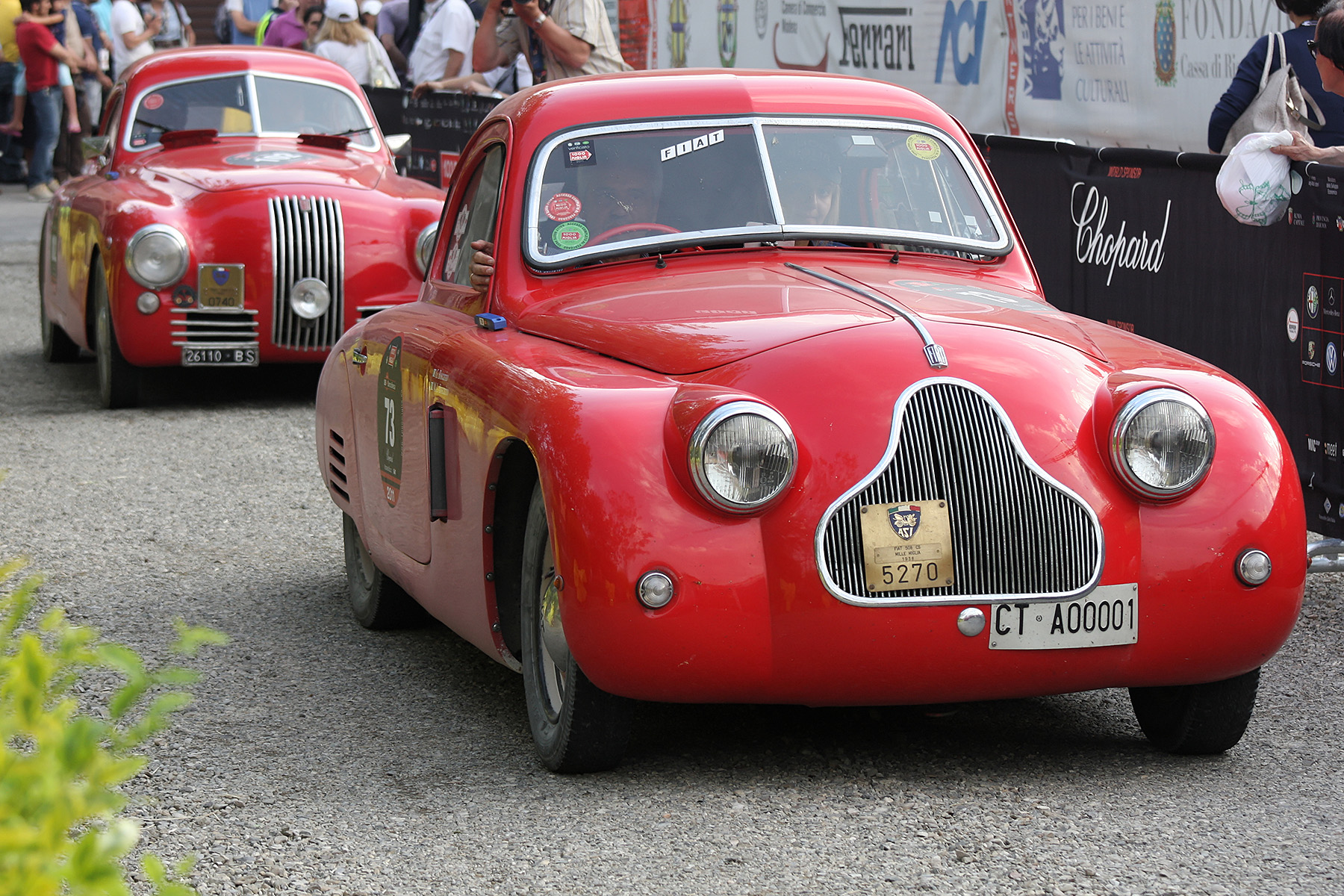
Fiat 508 C MM

Fiat 508 C (Balilla 1100) був вперше представлений у 1937 р.
В порівнянні з попередником (Fiat 508 Balilla) автомобіль мав потужніший верхньоклапанний двигун, передню незалежну підвіску.
Остання була досить нехарактерною для бюджетних автомобілів того часу. Тай загалом, за динамікою, комфортом та керованістю Fiat 508 C був досить прогресивним.
Крутний момент від 4-циліндрового двигуна (з робочим об'ємом 1089 см³, максимальною потужністю 32 к. с. [24 кВт] при 4000 об/хв) через 4-ступеневу коробку передач передавався на задній міст, підвішений на ресорах. Кузов з характерною решіткою радіатора у формі серця, що нагадував Fiat 500 «Topolino» і Fiat 1500 створив Данте Джакоза.
Також існував спортивний Fiat 508 C MM з потужнішим (42 к. с. [31 кВт]) двигуном.
Модель 1100В мала змінену решітку радіатора, форму вікон.
У 1939 р. автомобіль вдосконалили й перейменували у Fiat 1100. Також змін автомобіль зазнає у 1949 р. (Fiat 1100Е) — збільшується потужність двигуна до 35 к. с. (26 кВт), з'являється виступаючий багажник.
Обидві моделі — 508С та 1100В виконувались також з довшою колісною базою (508L) під фургони та таксі.

## Друге покоління (1953—1962рр.)

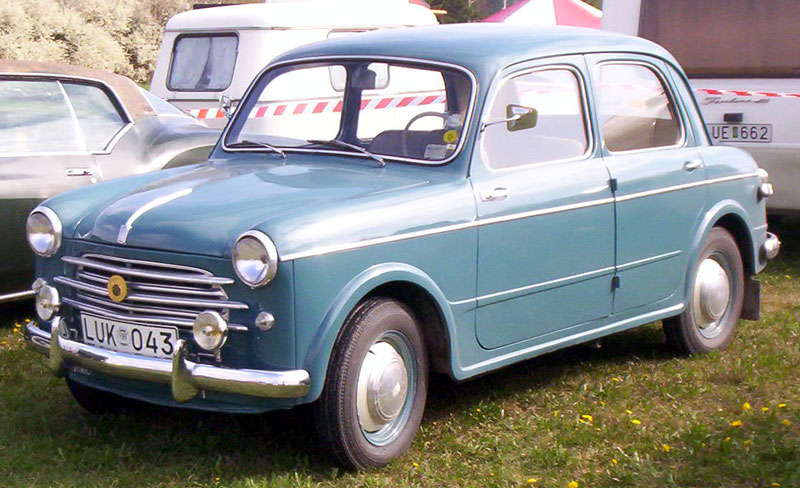
Fiat 1100/103

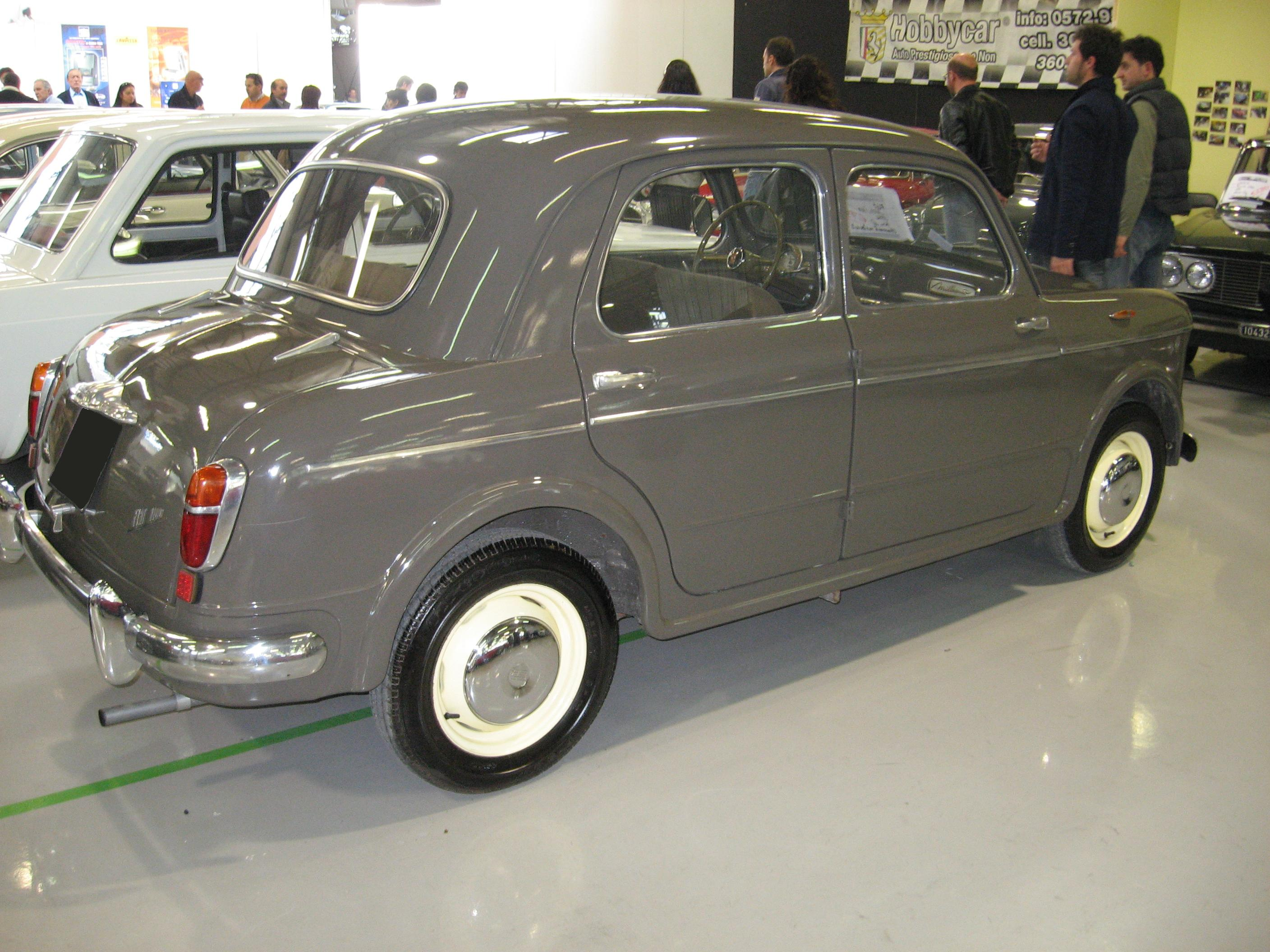
Fiat 1100/103 вид ззаду

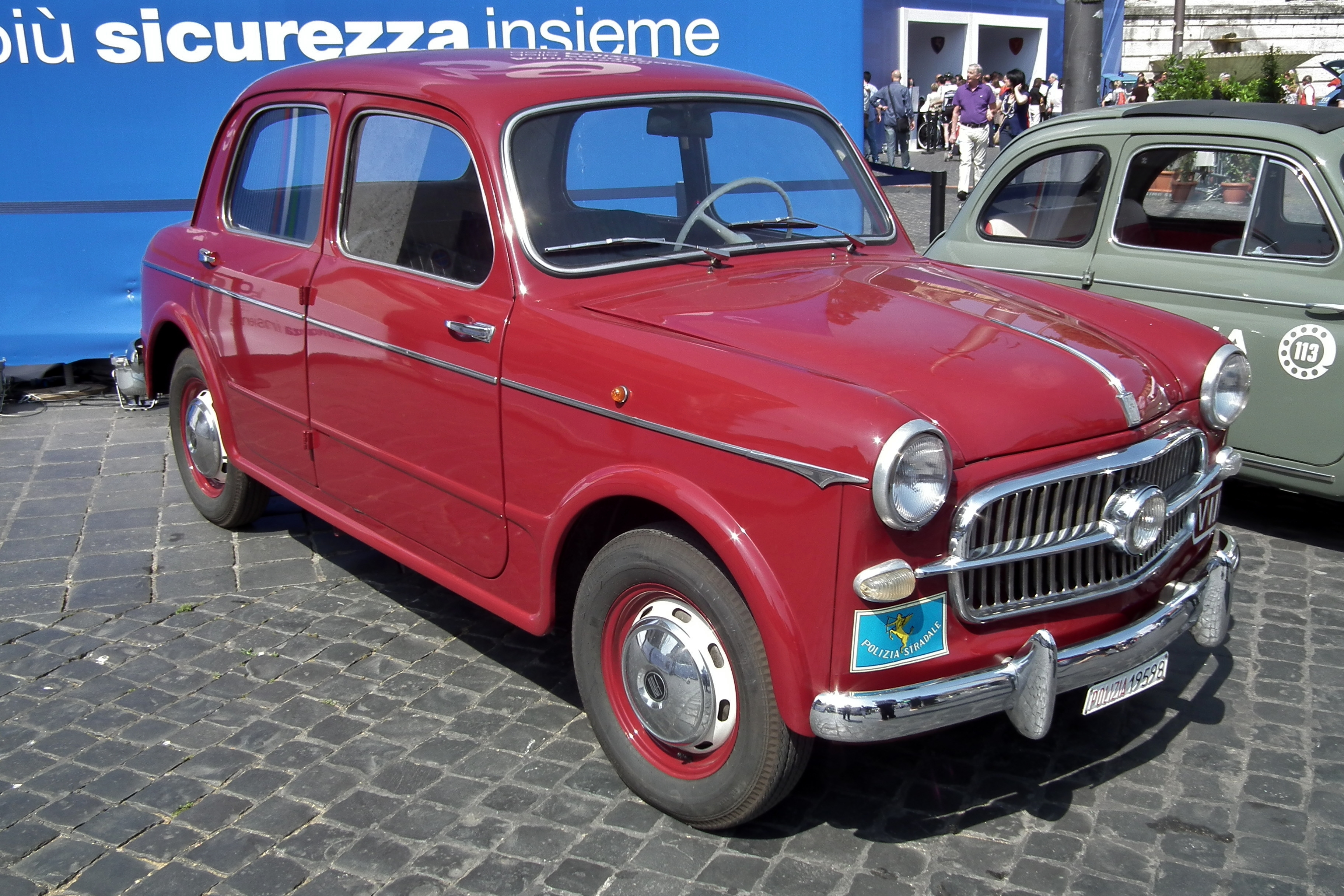
Fiat 1100/103E італійської поліції

Fiat Nuova 1100 (внутрішньопроектне найменування — Fiat 1100/103) був представлений на Женевському автосалоні у квітні 1953 р.
Від попередника відрізнявся зовсім новим 4-дверним кузовом седан. Разом з Fiat 1400 (1950 р.) був першим представником марки з понтонним тримальним кузовом.
Однак двигун залишався тим самим, хоча з удосконаленнями.
Модернізований як «тип 103.000» він мав на одну к. с. більше ніж у 1100Е (36 к. с. [26 кВт] при 4400 об/хв) і давав змогу розвивати 116 км/год.
Механічна 4-ступенева коробка передач мала модний на той час важіль перемикання на кермі.
Автомобіль пропонувався у двох різних версіях — спрощеній Tipo A та «багатшій» Tipo B.
Перша була доступна тільки у сіро-коричневому кольорі, мала окремі передні сидіння (замість дивана), меншу кількість хромованого оздоблення.
«Тип Б» передбачав ряд кольорів й варіантів оббивки салону, на замовлення встановлювались вайтволи (білі боковини) на шинах та радіо.
Характерна особливість моделей 103 1950-х рр. — двері підвішені на центральній стійці.
Змінились вони тільки у 1960 р., коли на «Фіаті 1100» стали застосовувати сучасніші кузовні панелі від «Фіата 1200».

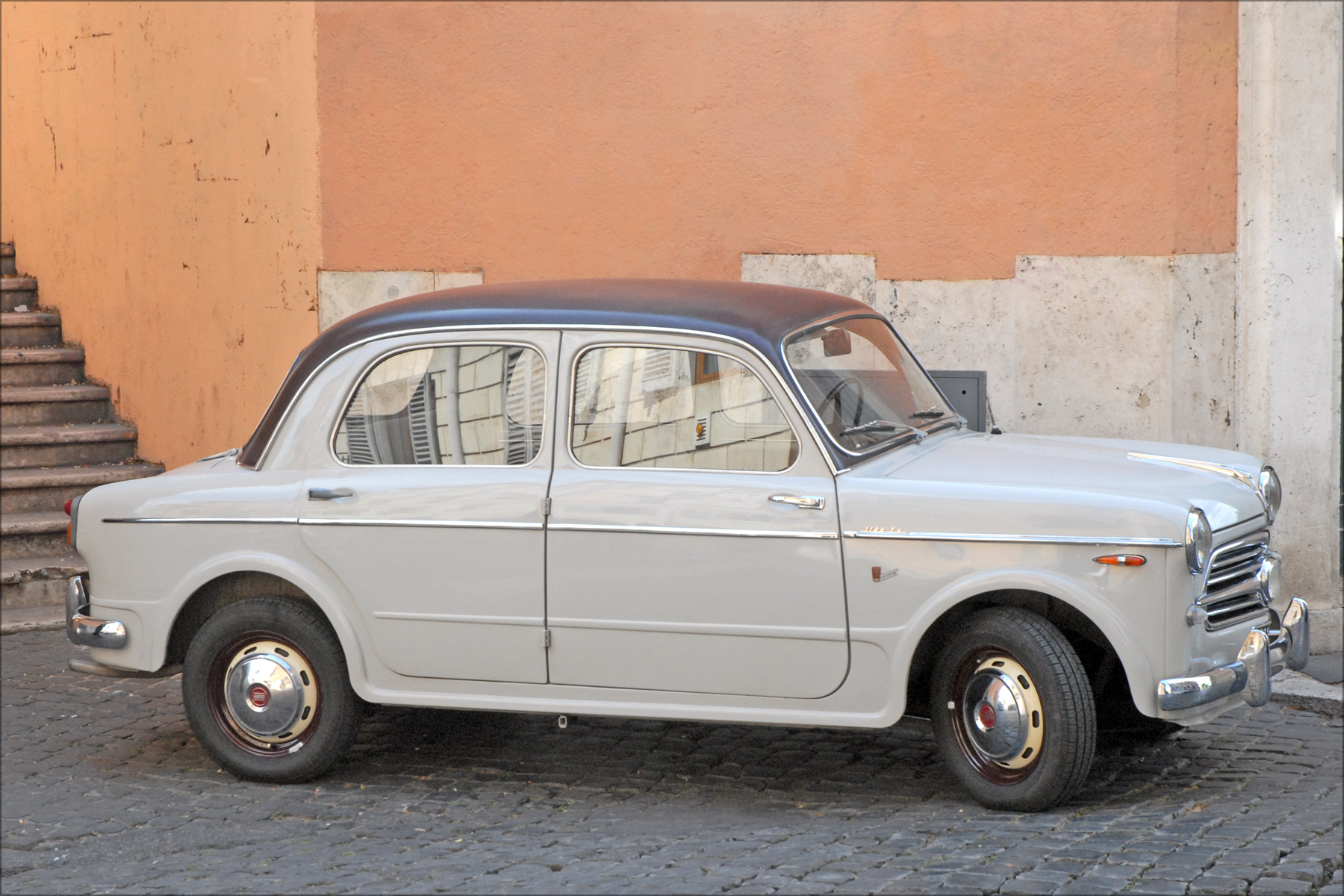
Fiat 1100TV

На Паризькому автосалоні у жовтні 1953 р. була представлена спортивна версія 1100TV (Turismo Veloce — італ. «швидкий туризм»).
Автомобіль мав вдосконалений двигун (тип 103.006), що розвивав 48 к. с. (35 кВт) при 5400 об./хв замість 36 к. с. (26 кВт) на звичайних версіях, в першу чергу завдяки двокамерному карбюратору Weber та вищому ступеню стиску 7,4:1 (замість 6,7:1).
Пізніше у 1954 р. ступінь стиску ще раз збільшили до 7,6:1 й максимальна потужність сягнула 50 к. с., а швидкість 135 км/год.
Іншою помітною технічною зміною були два карданних вали — для зменшення крутних коливань, що виникали через більший крутний момент.
Кузовні панелі були розроблені відділенням спеціальних кузовів «Фіата» Carrozzerie Speciali.
Автомобілі мали більше, вигнуте заднє скло, інакші задні крила та ліхтарі.
Характерною особливістю моделей TV була розміщена по центру решітки протитуманна фара, змінені ковпаки, вайтволи, надписи «1100 TV» та «Fiat Carrozzerie Speciali» поруч з молдингами.
Заводське пофарбування було двоколірним, причому дах та колісні диски були контрастного кольору.
Салон мав двоколірну обшивку, підлогу з килимками й окремі складні спортивні сидіння, що встановлювались як опція (до кінця 1954 р.).
У 1953 р. модель 1100TV коштувала 1 225 000 італійські ліри — дорожче ніж стандартний «Тип А» (945 тис. лір) й «Тип Б» (975 тис. лір).
Серед спортивних досягнень автомобіля — перемоги на перегонах Мілле Мілья (у 1954 та 1955 рр.), трансафриканському ралі «Кейптаун-Алжир» (1954 р.).

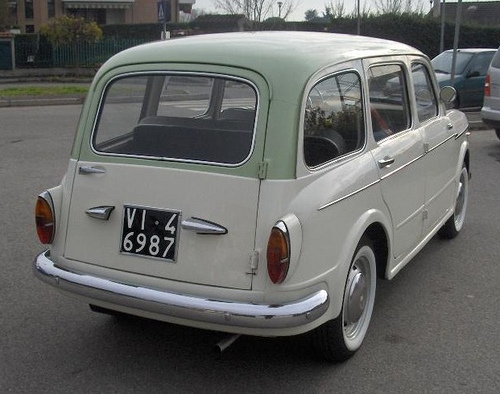
Fiat 1100 Familiare

На Женевському автосалоні у 1954 р. представили 5-дверний універсал Fiat 1100 Familiare.
Поза Італією, автомобіль іменувався як 1100 Family (у Британії), 110 Familiale (у Франції), 1100 Kombiwagen (у Німеччині) і 1100 Familiar (у Іспанії).
Familiare мав додатковий третій ряд з двох сидінь, а при складених двох рядах міг перевозити 300 кг вантажу.
З технічної точки зору, окрім шин, універсал нічим не відрізнявся від базового седана.

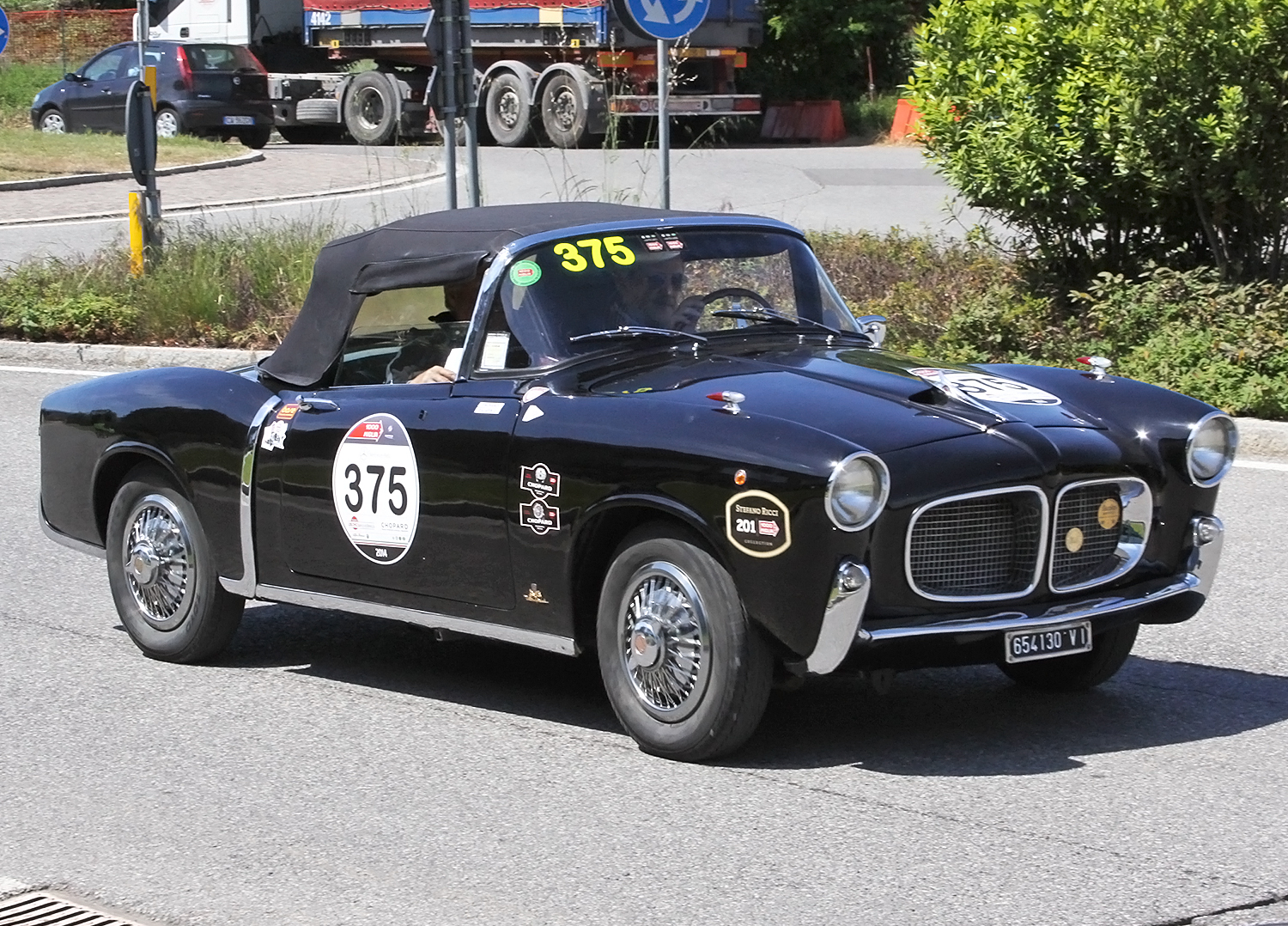
Fiat 1100TV Trasformabile

У березні 1955 р. на Женевському автосалоні представили двомісний родстер 1100 TV Trasformabile.
Як і седанів «Turismo Veloce», кузов родстера був розроблений у Dipartimento Carrozzerie Derivate e Speciali — відділенні спеціальних кузовів «Фіата».
Керував тоді відділенням інженер та дизайнер Fabio Luigi Rapi. Було виготовлено 571 екземпляр Trasformabile.
У 1956 р. вони отримали потужніший (на 3 к. с.) двигун й модернізовану задню підвіску — таких автомобілів виготовили більше 450.
З 1957 р. автомобілі оснащувались 55-сильним (40 кВт) двигуном 1200 (робочий об'єм 1221 см³).
Виробництво цієї моделі продовжувалось до 1959 р., коли виготовили близько 2360 автомобілів з 1,2-літровим двигуном.
Також остання модель отримала незначні зовнішні зміни, зокрема більші фари.
У 1954—1956 рр. італійська кузовобудівна фірма Carrozzeria Pinin Farina самостійно виготовляла й продавала 2-дверні купе типу 2+2 на базі 1100TV.
Автомобілі виготовлялись малими серіями, загалом 780 екземплярів.
Сталевий кузов ручної роботи мав алюмінієві двері, капот та кришку багажника. З 1955 р. заднє вікно стало панорамним, подібним до деяких «Ферарі» авторства Пінін Фаріни.
У червні 1956 р., коли виготовили 257 тис. автомобілів, весь модельний ряд 1100/103 зазнав вдосконалень.
Нова серія, що включала ті самі седани типу А і Б, універсал та родстери мала внутрішньопроектну назву 103Е.
На базовому двигуні збільшили ступінь стиску до 7:1, а на Turismo Veloce до 8:1, що призвело до збільшення потужності на 4 к. с. (до 40 к. с. при 4400 об/хв) та 3 к. с. (до 53 к. с. при 5200 об/хв) відповідно.
Підвіску зробили «м'якшою», вдосконалили кермове керування.
Базові седани отримали нове хромоване оздоблення, решітку радіатора з вертикальними спицями й квадратною протитуманною фарою посередині, на зразок TV.
Останні також отримали подібну решітку, але мали вже дві додаткові фари дальнього світла під кожною з основних фар.
Оновилась панель приладів, з'явився стрічковий спідометр, пластмасове кермо кольору слонової кістки, бардачок.
На кожній з карт дверей з'явився підлокітник, оббивка сидіння стала двоколірною. Стали встановлюватись омивачі лобового скла.
Запасне колесо перейшло під підлогу багажника, спинка заднього сидіння стала складатись.
У вересні 1957 р. з'являється модернізований Fiat 103D (інколи йменується як Fiat 1100 1958 р.) зі зміненою задньою частиною кузова.
Прем'єра нової моделі відбулась на Паризькому автосалоні у жовтні, разом з Fiat 1200 Granluce.
Останній, що був заміною моделям 1100TV мав дещо інші, сучасніші кузовні панелі й збільшений до 1,2 л об'єм двигуна.
Характерна зовнішня ознака автомобілів 1958 р. — інакша решітка з надписом Millecento (1100 по італійськи).
Потужність двигуна зросла з 40 до 43 к. с. (48 к. с. по SAE), завдяки новому карбюратору, новій алюмінієвій головці блоку циліндрів, впускному колектору з'єднаному з системою охолодження.
Максимальна швидкість відповідно зросла до 125 км/год.

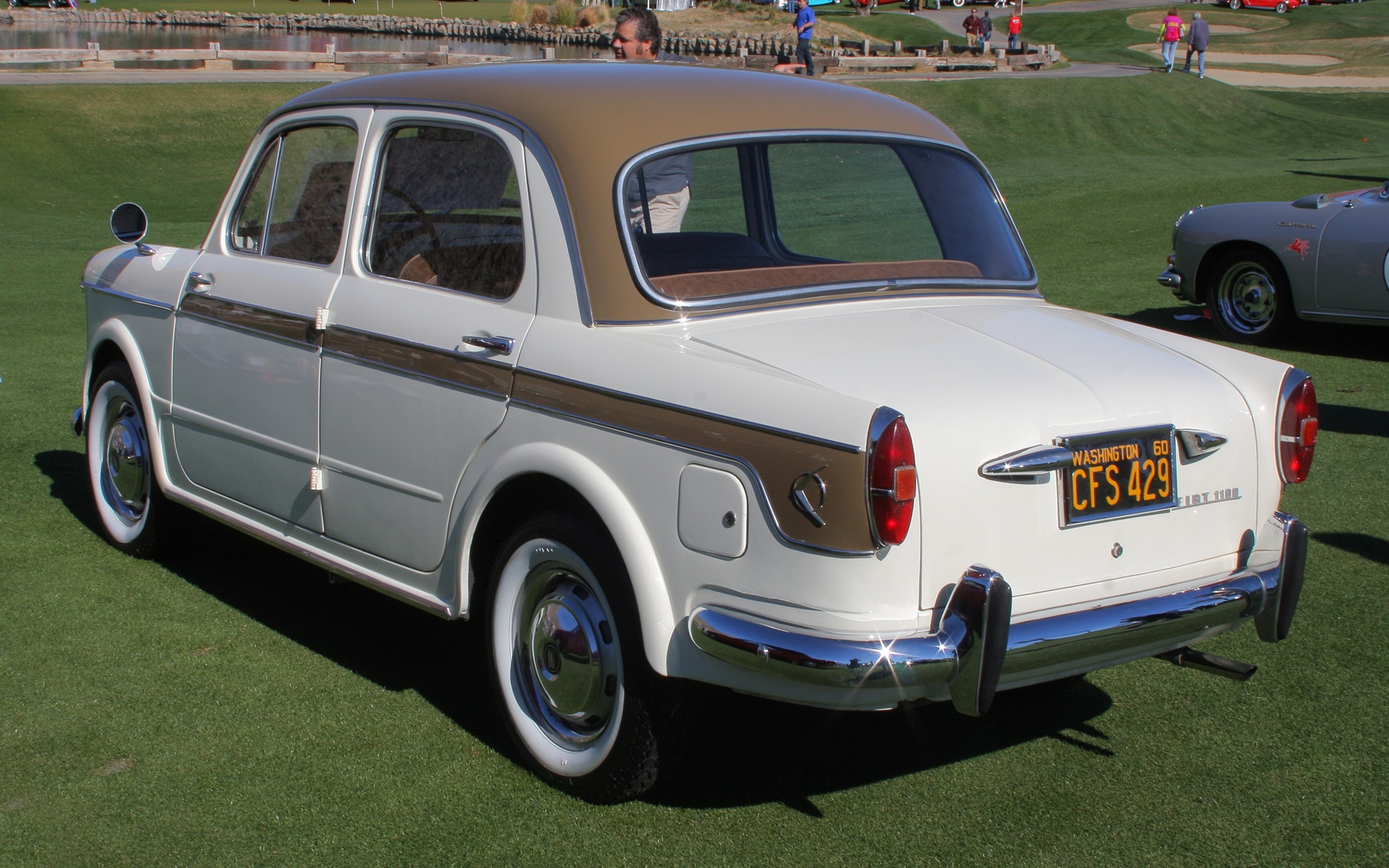
Fiat 1100 Lusso

У 1959 р. з'явилась «люксова» модель 1100 Lusso (тип 103H), що займала нішу між базовим седаном та 1200 Granluce.
На іноземних ринках вона також іменувалася як De luxe або Luxus. Кузов аналогічний до моделі 1958 р. відрізнявся великою кількістю оздоблення.
Серед нього нові ковпаки коліс, бампери з гумовими «іклами», кольорова смуга на боковині.
Завдяки двокамерному карбюратору й вищому ступеню стиску 1,1-літровий двигун розвивав 50 к. с. (55 к. с. по SAE) потужності, аніж 43 к. с. як у моделі 1958 р.
Максимальна швидкість становила 130 км/год.
Інша відмінність від звичайних седанів — карданний вал з двох частин, запозичений від TV.
В листопаді 1960 р. на Туринському мотор-шоу представляється новий модельний ряд з трьох автомобілів: 1100 Export (базовий седан), 1100 Special («люксовий» седан) та 1100 Familiare (універсал).
Special та Export мали дещо відмінні кузова — «Експорт» базувався на попереднику Lusso, «Спешл» на 1200 Granluce й мав передні петлі дверей.
Тим не менше обидва седани мали майже однакові салони.
Двигун тип 103Н (50 к. с.) з двокамерним карбюратором від попередника Lusso давав змогу розвивати 130 км/год.
Автоматичне зчеплення Saxomat було доступним як опція і тільки на версіях Special.

### Імпорт і виробництво у Індії
Fiat 1100/103 імпортувався й продавався у Індії підприємством Premier Automobiles Limited.
Старші моделі були відомі як Millecento, з центральною фарою на решітці (1100/103 E) як Elegant.
Модель 1958 р. називалась Select. Після неї у 1961 р. з'явився Super Select.
До 1964 р. виготовлявся Fiat 1100D. Комплектуючі до цієї моделі виготовлялись в Індії. Там автомобіль позиціонувався як спортивніша альтернатива Hindustan'y Ambassador'у.

## Третє покоління (1962—1969рр.)

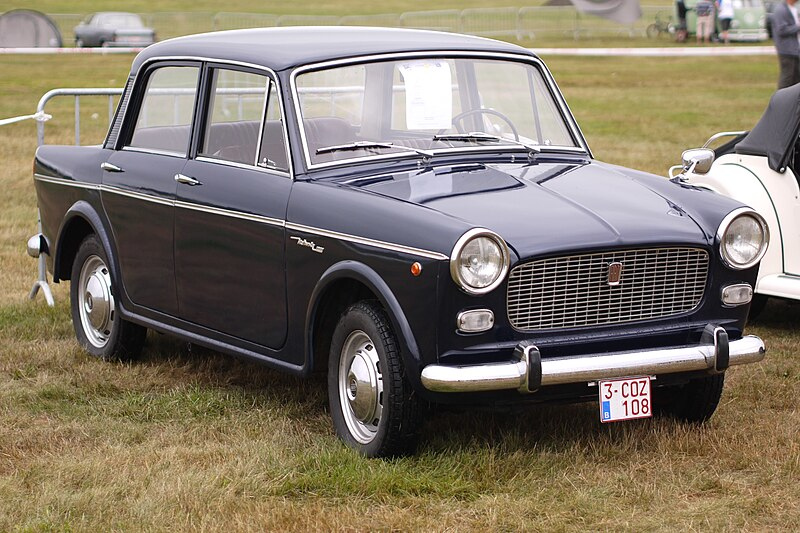
Fiat 1100D 1963 р.

У 1962 р. з'явився Fiat 1100D з новими зовнішніми кузовними панелями.
Виготовлявся до 1966 р. без суттєвих технічних змін. Двигун мав потужність 40 к. с. (29 кВт), яку з часом підвищили до 43 к. с. (32 кВт).
З 1964 р. виготовлявся по ліцензії в Індії компанією Premier Automobiles Limited.
Там спочатку продавався під власною назвою, з 1972 р. як Premier President, а з 1974 р. і до закінчення виробництва у 2000 р. як Premier Padmini.
З 1993 р. з'явилась версія з дизелем робочим об'ємом 1366 см³, виготовленим спільно з Fábrica Nacional de Motores. Іменувалась як Premier Padmini 137D.
Остання модернізація 1100 з'явилась у лютому 1966 р. під назвою Fiat 1100R (R — Rinnovata). Більш квадратний кузов робив автомобіль схожим з «старшим братом» Fiat'ом 124.